# La fossa
La fossa és una minisèrie dirigida per Agustí Vila i coproduïda per la Corporació Catalana de Mitjans Audiovisuals i la Corporació Valenciana de Mitjans de Comunicació. Es va estrenar simultàniament a TV3 i a À Punt el 16 de febrer de 2020. Tingué un pressupost de 1,3 milions d'euros.

## Argument
En David treballa d'amagat en l'exhumació d'una fossa comuna de la guerra del 1936-1939 sense catalogar en un poble del Penedès perquè creu que hi pot estar enterrada la seva família. Quan en David és assassinat, el fet surt a la llum i comença la intriga. La investigació policial revelarà secrets del passat i del present.

## Repartiment

### Personatges principals
- Nausicaa Bonnín - Andrea Carmona
- Sergio Caballero - Domingo Vidal
- Núria Prims - Joana Ventura
- Carlos Olalla - Pare de l'Andrea
- Blai Llopis - Àngel Mora
- Ferran Lahoz - Jaume "El Metrallero"
- Marcos Franz - David Martos Ventura
- Àlex Batllori - Guillem Martos Ventura
- Mònica López - Sílvia
- Pau Durà - Joel
- Bernat Quintana - Albert
- Katrin Vankova - Virgínia

### Personatges secundaris
- David López - Òscar Jover
- Marc Rodríguez
- Juli Mira
- Francesc Garrido - Paco

## Episodis
| Núm. capítol | Data d'estrena       | Audiència TV3   | Audiència À Punt |
| ------------ | -------------------- | --------------- | ---------------- |
| 1            | 16 de febrer de 2020 | 336.000 (14,4%) | 36.000 (1,8%)    |
| 2            | 23 de febrer de 2020 | 177.000 (8,2%)  | 41.000 (2,4%)    |
| 3            | 1 de març de 2020    | 177.000 (8,0%)  | 38.000 (1,9%)    |
| 4            | 8 de març de 2020    | 153.000 (6,9%)  |                  |